# 高店镇 (海东市)
高店镇，是中华人民共和国青海省海东市乐都区下辖的一个乡镇级行政单位。

## 行政区划
高店镇下辖以下地区：
高店镇社区、西门村、小河滩村、东门村、大峡村、峡口村、柳树湾村、河滩寨村、上杨家村、下杨家村、红庄村和湾子村。